# Nemotelus exul
Nemotelus exul är en tvåvingeart som först beskrevs av Walker 1851.  Nemotelus exul ingår i släktet Nemotelus och familjen vapenflugor. Inga underarter finns listade i Catalogue of Life.